# Sécurité nationale et diplomatie nucléaire
 (juillet 2025).
Le contenu est difficilement compréhensible vu les erreurs de traduction, qui sont peut-être dues à l'utilisation d'un logiciel de traduction automatique.
Sécurité nationale et diplomatie nucléaire sont les mémoires de Hassan Rohani, le premier secrétaire du Conseil suprême de sécurité nationale iranien, qui était également chargé de l'affaire nucléaire iranienne sous le président Mohammad Khatami alors que les tensions commençaient à s'intensifier au sujet du  Programme nucléaire de l'Iran. Environ deux ans après la première publication de ce livre en 2011, son auteur a été élu président de la république islamique d'Iran le 15 juin 2013 Dans ce livre, il s'est concentré sur le programme nucléaire iranien et les défis créés par les pays occidentaux, en particulier les États-Unis et trois pays européens, la France, l'Allemagne et le Royaume-Uni, pendant 678 jours (du 6 octobre 2003 au 15 août 2005) quand lui et son équipe traitaient le dossier nucléaire iranien. L'histoire de la technologie nucléaire iranienne et le processus de réalisation du cycle complet du combustible nucléaire sont les principaux sujets du livre.
Il s'agit du premier livre écrit par un haut responsable iranien qui a dirigé une fois l'équipe de négociation nucléaire iranienne. D'autres mémoires ont également été publiés sur le dossier nucléaire iranien, notamment par Mohamed el-Baradei (ancien directeur général de l'AIEA), Joschka Fischer (ancien ministre allemand des Affaires étrangères), Jack Straw (ancien ministre britannique des Affaires étrangères), et Hossein Mousavian (un ancien membre de l'équipe de négociation nucléaire iranienne).

## Chapitres
Ce livre comprend 12 chapitres et sept annexes : 
1. Révolution islamique et technologie nucléaire (1979-2003)
2. Défis et structures
3. Tension nucléaire et nouveaux besoins (août 2002 - octobre 2003)
4. Lutter contre les menaces à la sécurité nationale (octobre 2003 - janvier 2004)
5. Nouvelle crise et efforts accrus
6. Diplomatie en crise (août 2004 - décembre 2004)
7. Accord de Paris
8. Début des négociations et possibilité de créer une opportunité
9. De nouveaux espoirs
10. Méfiance et doute
11. Changer les lignes rouges
12. Réalisations de 678 jours d'efforts

Appendice
- 1. Chronologie du cas nucléaire iranien
  2. Adieu
  3. Documents : Accords, négociations et lettres
  4. Résolutions
  5. Rapports du Directeur général de l'AIEA
  6. Conférences de presse
  7. Discours

## Contenu
Sécurité nationale et diplomatie nucléaire a été compilé en 12 chapitres et 7 annexes, pour un total de 1209 pages, et est le premier livre complet publié à ce jour sur le programme d'énergie nucléaire de l'Iran. Il est considéré comme un livre d'histoire orale[réf. nécessaire].
Le premier chapitre, intitulé Révolution islamique et technologie nucléaire (1979-2003), comprend sept sections. Il se concentre sur le début de la technologie nucléaire après la révolution islamique et explique le besoin de l'Iran en énergie nucléaire et la nécessité de produire du combustible nucléaire et d'enrichir de l'uranium. L'auteur a discuté de la prorogation du Traité sur la non-prolifération des armes nucléaires (TNP) en 1995, de la signature du Traité d'interdiction complète des essais nucléaires (TICE) et de leurs relations avec la question du développement de la technologie nucléaire. Le Haut Conseil des technologies modernes et la décision du Conseil de commencer à construire une installation d'enrichissement à Natanz en 2000 ont également été expliqués dans ce chapitre.
Le deuxième chapitre, intitulé Défis et structures, comprend 18 sections qui présentent la structure du processus décisionnel en Iran, en particulier le rôle du Conseil suprême de sécurité nationale, le processus de prise de décisions nationales importantes par cette institution, en particulier sur la situation en Irak et l' Afghanistan, et son rôle dans le dossier nucléaire ainsi que ses relations avec les autres institutions et autorités concernées.
Le chapitre trois traite de l’évolution de la tension nucléaire et des nouvelles exigences (août 2002-octobre 2003). Il comprend six sections dans lesquelles l'auteur explique comment le dossier nucléaire iranien s'est terminé dans le labyrinthe des problèmes de l'Agence internationale de l'énergie atomique (AIEA) et des pays européens, avant sa nomination à la tête de l'équipe nucléaire, tout en expliquant l'atmosphère entourant le dossier nucléaire iranien.
Le chapitre quatre, Éliminer les menaces à la sécurité nationale (octobre 2003 - novembre 2003), se compose de 15 sections qui racontent les souvenirs de l'auteur lorsqu'il a commencé comme chef de l'équipe nucléaire au sein du Conseil suprême de sécurité nationale. L'auteur a noté que cette phase de son travail était axée sur l'apaisement de la situation, l'élimination des menaces et l'établissement de contacts avec d'autres parties concernées, notamment l'AIEA, el-Baradei et les trois principaux pays européens.
La partie la plus importante de ce chapitre est un compte rendu détaillé des négociations et de la déclaration de Saadabad, à Téhéran, ainsi que de l'environnement politique à l'intérieur et à l'extérieur de l'Iran.
Dans le cinquième chapitre, Nouvelle crise et efforts accrus, qui contient sept sections, l'auteur explique comment la crise résultant du premier rapport incomplet de l'Organisation de l'énergie atomique d'Iran à l'AIEA, en particulier son omission de se référer aux plans de la deuxième génération (P2) les centrifugeuses ont été gérées[Quoi ?]. Il traite également des problèmes causés à l'Iran par la soumission de la Libye aux demandes des États-Unis et du Royaume-Uni. Il décrit également comment cette crise a été transformée en opportunité grâce à la conclusion de l'accord de Bruxelles. L'auteur explique également les raisons nationales et internationales qui ont aidé l'Iran à réduire l'impact des résolutions de mars et juin 2004 du Conseil des gouverneurs de l'AIEA en signant l'accord de Bruxelles qui a soulevé la possibilité de retirer le cas de l'Iran de l'ordre du jour de l'AIEA. Il explique également pourquoi le cas de l'Iran n'est pas normalisé.
Dans le sixième chapitre, Diplomatie en crise (août 2004 - décembre 2004), l'auteur se concentre sur le marathon des échanges de plans entre l'Iran et l'Europe. Il explique également la confrontation à couper le souffle entre l'Iran et les États-Unis au sujet de la normalisation du cas nucléaire iranien, d'une part, et d'empêcher le cas d'être signalé au Conseil de sécurité des Nations unies, d'autre part. Ce chapitre rend également compte des différences nationales en Iran, de l'impatience manifestée pour le début de l'enrichissement d'uranium et du rôle de la diplomatie active qui a fourni des bases politiques et internationales à l'accord de Paris.
Le septième chapitre, intitulé Accord de Paris, contient neuf sections qui se concentrent sur les conditions nationales et internationales et expliquent comment le cas de l'Iran a été retiré de l'ordre du jour trimestriel du Conseil des gouverneurs de l'AIEA à la suite de l'accord de Paris et n'a pas été signalé au Conseil de sécurité. L'auteur expose l'impact de l'accord de Paris sur les conditions politiques et économiques du pays et les décisions nécessaires qui ont été prises pour faire face à un éventuel échec des négociations.
Dans le chapitre huit, Début des négociations et possibilité de créer une opportunité, comprend sept sections dans lesquelles l'auteur développe les négociations avec les présidents de Russie et de France, et le chancelier allemand, la performance de trois groupes de travail qui ont été créés à la suite de l'accord de Paris, et la disposition de « garanties objectives » sur la nature pacifique du programme iranien d'énergie nucléaire. D'autre part, l'auteur explique les conditions de l'Iran pour quitter les négociations et montre comment le début des campagnes électorales en Iran a été considéré comme un défi important pour le dossier nucléaire.
Dans le neuvième chapitre, De nouveaux espoirs, qui comprend six sections, l'auteur analyse le piétinement des Européens lors des négociations au niveau des experts et explique également l'initiative de l'Iran d'offrir un plan en quatre étapes pour l'enrichissement au niveau industriel dans les premiers jours du calendrier iranien année, 1384 (débutant le 21 mars 2005). Dans ce chapitre, l'auteur rend également compte des pressions américaines, de la soumission de l'Europe devant les États-Unis, ainsi que des développements intérieurs en Iran à la suite de l'élection présidentielle, qui ont collectivement accéléré le changement de la stratégie iranienne. Les raisons politiques de la décision de l'Iran de reprendre les travaux à l'Uranium Conversion Facility (UCF) à Ispahan, les négociations du comité directeur à Londres (fin avril 2005) et l'annonce de l'inauguration de l'UCF le 30 avril 2005 ont également été expliquées.
Dans le dixième chapitre, qui s'intitule Défiance et doute et comporte 10 sections, l'accent est mis sur les conséquences internationales de la décision de l'Iran de lancer l'Uranium Conversion Facility (UCF), y compris une lettre écrite par trois ministres européens des Affaires étrangères ; contacts avec Thabo Mbeki (alors président sud-africain), Kofi Annan (alors secrétaire général de l'ONU ) et des responsables chinois et russes et leurs recommandations à l'Iran de reporter l'inauguration de l'UCF; recevoir le plan européen final; le voyage à Genève ; et les dernières négociations avec trois ministres européens des Affaires étrangères. Il explique également le plan préparé par l'Iran pour travailler avec des pays aux vues similaires au lieu de rechercher un accord avec les États européens, après l'échec des derniers efforts du comité directeur à Londres.
Dans le chapitre onze, Changer les lignes rouges, l'auteur revient sur les efforts déployés par l'équipe de négociation nucléaire sous sa direction et explique également une stratégie à trois volets. Ce chapitre contient également un compte rendu de la reprise de l'exploitation de l'Uranium Conversion Facility (UCF) à Ispahan, de l'introduction de la nouvelle équipe nucléaire et de la comparaison entre la situation au début et à la fin de la période de l'équipe nucléaire de Hassan Rouhani.
Dans le douzième chapitre, Réalisations de 678 jours d'efforts, l'auteur propose un récapitulatif de tous les chapitres précédents et, en trois sections, il traite des objectifs, des stratégies et des réalisations nucléaires de l'Iran pendant la période où il dirigeait l'équipe nucléaire.
Il y a sept annexes à la fin du livre qui incluent la chronologie du cas nucléaire de l'Iran, des documents (accords, négociations et lettres), le texte des résolutions, le texte des rapports préparés par le Directeur général de l'AIEA, ainsi que le texte d'un certain nombre des conférences de presse et des discours de Hassan Rohani et d'autres hauts responsables iraniens.

## Opinions sur le livre
Sécurité nationale et diplomatie nucléaire a été présenté dans les librairies sans aucune cérémonie de dévoilement et simplement après une introduction limitée sur quelques sites Web. Par conséquent, la plupart des médias et des critiques ne le savaient pas depuis longtemps. Cependant, après une interview avec Hassan Rohani par le magazine Mehrnameh en mai 2012, le livre a fait la une des journaux non seulement dans la presse écrite nationale, mais aussi dans leurs homologues à l'étranger, y compris la BBC Persian TV, et de nombreuses critiques ont été écrites à ce sujet.
La plupart des critiques peuvent être divisées en deux catégories principales. Le premier groupe a salué le livre pour son exhaustivité et ses vues et analyses révolutionnaires. Le deuxième groupe s'est plaint de la révélation de documents secrets ainsi que de la couverture par le livre des préoccupations des responsables iraniens et des problèmes nationaux. Ils ont noté que ces informations pourraient être exploitées par les parties à la négociation opposées à l'Iran et ont conclu que la publication du livre avait été contraire aux intérêts du pays et à la sécurité nationale. Ils ont également déclaré que le livre était à sens unique et que l'auteur avait omis certains faits qui n'étaient pas conformes à ses intérêts ou à ceux de son équipe.
Dans une préface à la première édition du livre, l'auteur a écrit qu'il avait fait de son mieux pour fournir un compte rendu honnête de ce qui s'était passé pendant son mandat. Cependant, a-t-il ajouté, alors que l'affaire nucléaire se poursuivait, il avait pris en compte de nombreuses considérations lors de la rédaction du livre.
Un an après la publication du livre, aucun haut responsable iranien n'a parlé ou écrit publiquement sur le livre et son contenu.

### Points positifs
Le programme nucléaire iranien entraîne la crise internationale la plus compliquée et la plus fatidique à laquelle l'Iran a dû faire face, juste après la guerre Iran-Irak. Les mémoires de Rohani sont importants en ce qu'ils se concentrent sur une question qui est toujours parmi les sujets de discussion les plus importants, compte tenu du fait que les conséquences des décisions prises par les dirigeants iraniens et les hauts fonctionnaires sur cette question se poursuivent et ont été liées à le sort de 75 millions d'Iraniens.
D'un autre côté, l'exhaustivité relative du livre, qui a été renforcée par l'ajout du texte des négociations et d'autres documents pertinents, l'a placé parmi les livres d'histoire orale.
Le processus de prise de décisions dans la structure politique de l'Iran sur des questions fatales et historiques, la façon dont ces décisions sont arrondies et l'impact des opinions personnelles de divers responsables sur ces décisions ont été développés dans les mémoires de Rouhani. En outre, ces mémoires comprennent des détails lisibles et importants de la méthode et du contenu des négociations entre l'équipe nucléaire iranienne et les parties européennes, qui permettent de porter un jugement approfondi sur les performances de l'équipe nucléaire et les décisions prises par les dirigeants iraniens.

### Points négatifs
Absence de glossaire de termes techniques afin de permettre aux lecteurs de savoir comment le cycle du combustible nucléaire est réalisé et en quoi des termes tels que les centrifugeuses UF6, UF4, UCF et P1 et P2 sont différents.
L'absence de photos appropriées et pertinentes ainsi qu'une partie résumée au début ou à la fin de chaque chapitre est une autre faiblesse.
Le contenu du livre est apparemment une combinaison de parties dictées et écrites, à la suite de quoi certains sujets ont été fréquemment et inutilement répétés tout au long du texte.

## Impression et publication
Sécurité nationale et diplomatie nucléaire a été publié pour la première fois par le Centre de recherche stratégique du Conseil de l'expédient en 999 pages à l'automne 2011, mais a été introduite et distribuée en avril 2012.
La deuxième édition du livre, « avec corrections ». a été publiée en 1027 pages au printemps 2012. La troisième édition, « avec des contenus supplémentaires », est sortie à l'été 2012. Il comprenait le texte des négociations avec les ministres des Affaires étrangères de trois États européens à Téhéran et à Bruxelles, le texte des négociations avec el-Baradei, ainsi que le texte des conférences de presse et des discours de Rohani, qui a augmenté la taille du livre à 1209 pages.
Les quatrième et cinquième réimpressions du livre sont sorties à l'automne 2012 et à l'hiver 2013.

### Narration de prévoyance et d'espoir
Des extraits de Sécurité nationale et diplomatie nucléaire ont été publiés en mars 2013, intitulés Narration of Foresight and Hope, ainsi que des photos des négociations nucléaires en 552 pages.
Dans la préface du livre, l'auteur a noté que, conformément au vieux dicton, « moins de mots peuvent faire le point ». Il avait décidé d'imprimer des extraits du livre principal comme un volume indépendant à utiliser par les lecteurs qui manquent assez de temps pour parcourir le volume d'origine.